# Ciclón Jenofonte
El ciclón Jenofonte fue un ciclón tropical mediterráneo formado sobre ese mar entre los países de Grecia e Italia entre el 26 de septiembre y el 2 de octubre de 2018. A pesar de no ser exactamente un huracán, su génesis es muy parecida. Es un fenómeno meteorológico extraño aunque es probable que con el cambio climático se empiecen a formar con más frecuencia al igual que ocurrió con el ciclón Numa en 2017.
Afectó fuertemente el sur de Grecia con vientos de unos 100 kmh y precipitaciones cuantiosas. Posteriormente avanzó por Grecia y el Mar Egeo.
- Datos: Q56797436